# Антонова, Анна Кирилловна
Анна Кирилловна Антонова (18 сентября 1965, Харьков) — советская фигуристка-одиночница.

## Биография
Родилась в Харькове. Первыми тренерами Анны были Владимир Карпов и Галина Мельникова. В 1979 она переехала в Ленинград и стала тренироваться в группе супругов Алексея и Татьяны Мишиных (хореографией занимались ленинградские артисты балета Николай Тагунов, Владимир Сивак), представляя клуб «Зенит» (Ленинградской области, позже — СКА). Первые успехи пришли в 1981 году, когда она стала третьей на чемпионате мира среди юниоров и пятой на чемпионате СССР. В 1982-84 годах стабильно входила в число призёров на чемпионатах СССР и соревнованиях за Кубок СССР, в т.ч. выигрывала произвольную программу на чемпионате страны 1982 года. Заняла 2-е место на Зимней Спартакиаде народов СССР в Красноярске. После 10-го места на чемпионате СССР в январе 1986 года, завершила карьеру.
Антонова отличалась балетным стилем катания. Она одна из первых 3-4 фигуристок в мире исполняла пируэт «бильманн». Тройные прыжки фигуристке удавались нестабильно, что было причиной невысоких результатов на международных соревнованиях.
По состоянию на 2017 год Антонова работает тренером в клубе SCA2000 Эври (Франция).

## Результаты
| Соревнования/Сезон            | 1980—1981 | 1981—1982 | 1982—1983 | 1983—1984 | 1984—1985 | 1985—1986 |
| Чемпионаты Европы             |           | 10        | 7         | -         | -         | -         |
| Чемпионаты мира среди юниоров | 3         |           |           |           |           |           |
| Чемпионаты СССР               | 5         | 2         | 3         | 3         | -         | 10        |
| NHK Trophy                    |           | 7         |           |           |           |           |